# 7 de marzo
El 7 de marzo es el 66.º (sexagésimo sexto) día del año en el calendario gregoriano y el 67.º en los años bisiestos. Quedan 299 días para finalizar el año.

## Acontecimientos
- 321: el emperador romano Constantino declara el domingo («venerable día del Sol») como séptimo día de la semana, en lugar del sábado judío.[1]
- 1541: en Chile, el conquistador español Pedro de Valdivia funda el Primer Cabildo de Santiago, que se compuso de dos alcaldes y seis regidores. Fue la primera institución de tipo occidental que tuvo ese país.
- 1814: en Chile, Antonio José de Irisarri asume como primer director supremo.
- 1815: en Ario, Michoacán, México, se lleva a cabo la instalación del Supremo Tribunal de Justicia, antecedente histórico de la Suprema Corte de Justicia de la Nación.
- 1827: en el cerro de la Caballada, en el extremo sur de la provincia de Buenos Aires (Argentina) se enfrentan las fuerzas del Imperio de Brasil ―comandadas por el capitán James Shepherd― con la guarnición del Fuerte del Carmen ―comandada por el coronel Martín Lacarra―, en lo que se dio en llamar Batalla de Carmen de Patagones.
- 1835: en Argentina comienza el segundo Gobierno de Juan Manuel de Rosas.
- 1847: en México, las tropas estadounidenses ocupan la ciudad Veracruz.
- 1849: en Colombia, José Hilario López, candidato radical, es nombrado presidente del Gobierno.
- 1849: en Santiago de Chile, Alejandro Cicarelli ―pintor italiano establecido en Chile―, funda la primera academia de pintura de ese país.
- 1876: en los Estados Unidos, Alexander Graham Bell patenta el teléfono, basado en diseños del italiano Antonio Meucci (residente en Nueva York).[2]
- 1902: en Tweebosch (Transvaal) ―en el marco de las Guerras de los Bóer― los afrikáneres vencen a los británicos, capturan a su general y a 200 de sus hombres.
- 1912: Roald Amundsen anuncia el descubrimiento del polo sur.
- 1924: Karl Wilhelm Reinmuth descubre el asteroide Arcadia (1020).
- 1936: la Wehrmacht entra a la Renania desmilitarizada.
- 1938: en el marco de la guerra civil española, hundimiento del crucero Baleares.
- 1939: en el marco de la guerra civil española, se produce el hundimiento por parte de las defensas costeras de Cartagena, del buque mercante, utilizado como transporte de tropas Castillo de Olite, convirtiéndose en el hundimiento de un solo buque con más víctimas mortales de la historia de España; 1476 fallecidos.
- 1945: en el marco de la Segunda Guerra Mundial los aliados toman el puente de Remagen el último puente sobre el río Rin.
- 1955: en el Sitio de pruebas de Nevada, Estados Unidos detona su bomba atómica Turk, de 43 kilotones, la cuarta de las 14 de la operación Teapot. Es la bomba n.º 55 de las 1132 que Estados Unidos detonó entre 1945 y 1992.
- 1958: en Buenos Aires (Argentina) se funda la Universidad Católica Argentina (UCA).
- 1959: finaliza el Juicio de los aviadores en Cuba.
- 1965: en Selma, Alabama, Estados Unidos, un grupo de más de 600 manifestantes pacíficos marchan para cruzar el puente de Edmund Pettus, encabezados por John Lewis y Hosea Williams, con intención de denunciar la falta de derechos electorales en el estado y demandar el voto para las personas de raza negra. La policía estatal de Alabama carga contra los manifestantes, dando pie a una brutal confrontación que pasaría a conocerse como el Domingo Sangriento. Las retransmisiones y las fotografías que dieron fe de la absurda crueldad del Sur segregacionista contribuyeron a que se aprobara la ley de derecho al voto de 1965.
- 1967: en los Estados Unidos, el sindicalista Jimmy Hoffa empieza su sentencia de ocho años por intentar sobornar a un jurado.
- 1972: en España, el cardenal Vicente Enrique y Tarancón es nombrado presidente de la Conferencia Episcopal Española.
- 1978: en Argentina, en la localidad cordobesa de Morteros sucede un tornado F4, dejando 6 muertos, más de 200 heridos y gran cantidad de daños materiales.
- 1978: el sencillo "Night Fever" de Los Bee Gees fue el sencillo número uno del Billboard Hot 100 por ocho semanas en 1978.
- 1981: se lanzaba con éxito desde Cabo Cañaveral, en un cohete Thor-Delta 301/D8, el primer observatorio solar orbitado por los Estados Unidos, (OSO-1).
- 1986: en el Hospital Westend de Berlín, el cirujano Emil Sebastian Bücherl (1919-2001) lleva a cabo la primera operación realizada en Alemania con un corazón artificial. El paciente, de 39 años, fallece cuatro días más tarde.[3]
- 1989: Irán rompe relaciones diplomáticas con Gran Bretaña debido a la novela de Salman Rushdie Versos satánicos.
- 1990: en Suiza se estrena el primer episodio de la serie infantil Pingu, hecha en stop motion.
- 1991: en España, el Congreso aprueba la creación del Instituto Cervantes.
- 1992: sale al aire por primera vez el primer capítulo de la exitosa serie de anime, Sailor Moon.
- 1996: Palestina elige su primer parlamento democráticamente.
- 1996: Santa Fe (Argentina) La policía de la provincia de Santa Fe, reprime una movilización de trabajadores bancarios que enfrentaban el proyecto de privatización del entonces Banco Provincial de Santa Fe, dejando por lo menos dos heridos de bala.
- 1999: en El Salvador, Francisco Flores, candidato presidencial del partido oficial, ARENA, derrota con el 52 % de los votos en las elecciones presidenciales celebradas en ese mismo día a Facundo Guardado, candidato presidencial del partido de oposición FMLN.
- 1999: en Avellaneda (Argentina), el estadio del Racing Club fue sede de una masiva protesta por parte de los hinchas en contra del cierre de la institución. Desde entonces, se celebra el «Día del Hincha de Racing».[4]
- 2000: en La Habana Vieja (Cuba) se inaugura el Acuario de La Habana Vieja.
- 2008: en la localidad guipuzcoana de Mondragón, la banda terrorista ETA asesina al exconcejal socialista Isaías Carrasco en la puerta de su casa.
- 2010: en Irak se celebran elecciones para elegir el Consejo de Representantes (Parlamento iraquí); indirectamente se elige al presidente y al primer ministro del país, ya que ambos deben ser elegidos por mayoría del nuevo Parlamento. Fueron las segundas elecciones parlamentarias bajo la nueva Constitución, decisivas para el futuro del país.[5]
- 2010: en Los Ángeles (California), la cineasta Kathryn Bigelow gana el premio Óscar a la mejor dirección por la película The Hurt Locker, convirtiéndose en la primera mujer de la historia que gana un Óscar en esa categoría.
- 2019: en Venezuela sucede un megaapagón en las turbinas del embalse de Guri dejando al país sin luz por 5 a 7 días
- 2020: en Argentina, muere la primera persona por COVID-19. Siendo también, la primera víctima fatal de América Latina.[6]
- 2021: se disputó la final del Torneo ATP de Buenos Aires (Argentina Open), entre Diego Schwartzman y Francisco Cerúndulo. Schwartzman se impuso frente a su compatriota, consagrándose campeón y siendo la primera vez en 13 años que un argentino vuelve a quedarse con el ATP de su país.[7]
- 2021: con motivo del inicio de la Copa Libertadores femenina y de antesala al Día de la Mujer, la Conmebol definió al 7 de marzo oficialmente como el Día del Fútbol Femenino de Sudamérica.
- 2024: Suecia se adhiere a la OTAN tras la ratificación por parte del parlamento húngaro.

## Nacimientos
- 148, 149 o 150: Lucila (Annia Aurelia Galeria Lucilla), aristócrata romana (fallecida en la isla de Capri en 181 o 182), segunda hija del emperador romano Marco Aurelio y Faustina la Menor; hermana del emperador Cómodo.
- 189: Geta, emperador romano (f. 211).
- 1481: Baldassarre Peruzzi, pintor y arquitecto italiano (f. 1536).
- 1671: Robert Roy MacGregor, héroe del folclore escocés (f. 1734).
- 1678: Filippo Juvara, arquitecto italiano (f. 1736).
- 1693: Clemente XIII, papa italiano (f. 1769).
- 1765: Joseph Nicéphore Niépce, inventor francés (f. 1833).
- 1782: Angelo Mai, religioso y filólogo italiano (f. 1854).
- 1785: Alessandro Manzoni, escritor italiano (f. 1873).
- 1788: Antoine César Becquerel, físico francés (f. 1878).
- 1792: John Herschel, astrónomo y matemático británico (f. 1871).
- 1802: Edwin Landseer, pintor británico (f. 1873).
- 1805: Juana de Vega, escritora española (f. 1872).
- 1828: Manuel Romero Rubio, político y abogado mexicano (f. 1895).
- 1837: Henry Draper, médico y astrónomo estadounidense (f. 1882).
- 1849: Luther Burbank, botánico estadounidense (f. 1926).
- 1850: Tomáš Masaryk, presidente checo (f. 1937).
- 1857: Julius Wagner-Jauregg, médico austriaco, premio nobel de medicina en 1927 (f. 1940).
- 1866: Hans Fruhstorfer, entomólogo alemán (f. 1922).
- 1866: Gabriela Laperrière de Coni, escritora, periodista, socialista y feminista francoargentina (f. 1907).
- 1872: Piet Mondrian, pintor neerlandés (f. 1944).
- 1875: Maurice Ravel, compositor y pianista francés (f. 1937).
- 1876: Federico González Garza, abogado y político mexicano (f. 1951).
- 1879: Juan Ventosa, político y economista español (f. 1959).
- 1885: Stith Thompson, folclorista estadounidense (f. 1976).
- 1885: Antonio de Zulueta, genetista español (f. 1971).
- 1886: Federico García Sanchiz, intelectual español (f. 1964).
- 1895: Juan José Castro, compositor argentino (f. 1968).
- 1897: Luis H. Irigoyen, botánico argentino (f. 1977).
- 1902: Heinz Rühmann, actor alemán (f. 1994).
- 1904: Reinhard Heydrich, político e ideólogo nazi alemán (f. 1942).
- 1906: Ramón Carrillo, médico y político argentino (f. 1956).
- 1906: Alejandro García Caturla, compositor cubano (f. 1940).
- 1907: Nita Costa, política y filántropa brasileña (f. 1963).
- 1908: Anna Magnani, actriz italiana (f. 1973).
- 1909: Léo Malet, novelista francés (f. 1996).
- 1915: Jacques Chaban-Delmas, político francés (f. 2000).
- 1917: Álvaro Dalmar, cantante y compositor colombiano (f. 1999).
- 1921: Alejandro Otero, pintor y escultor venezolano (f. 1990).
- 1922: Olga Ladýzhenskaya, matemática rusa (f. 2004).
- 1924: Kōbō Abe, escritor japonés (f. 1993).
- 1925: Manuel Gago, historietista español (f. 1980).
- 1927: James Broderick, actor estadounidense (f. 1982).
- 1928: Carlos Zavaleta Rivera, escritor y diplomático peruano (f. 2011).
- 1930: Stanley Miller, científico estadounidense (f. 2007).
- 1931: Mady Mesplé, soprano ligera de coloratura francesa (f. 2020).
- 1932: Lola Beltrán, actriz y cantante mexicana (f. 1996).
- 1932: Norman Erlich, actor y comediante argentino (f. 2007).
- 1935: José del Patrocinio Romero Jiménez, pintor y poeta español (f. 2006).
- 1936: Antonio Mercero, director de cine y televisión español (f. 2018).
- 1936: Georges Perec, escritor francés (f. 1982).
- 1938: David Baltimore, biólogo estadounidense, premio nobel de medicina en 1975.
- 1938: Albert Fert, físico francés, premio nobel de física en 2007.
- 1940: Rudi Dutschke, líder estudiantil alemán (f. 1979).
- 1940: Daniel J. Travanti, actor estadounidense.
- 1940: Jaime Santos, humorista y actor colombiano (f. 2019).
- 1942: Michael Eisner, presidente de Walt Disney Company.
- 1943: Chris White, músico británico, de la banda The Zombies.
- 1944: Townes Van Zandt, cantautor estadounidense (f. 1997).
- 1944: Michael Rosbash, genetista estadounidense.
- 1945: Luis de Alba, actor cómico mexicano.
- 1945: John Heard, actor estadounidense (f. 2017).
- 1945: Arthur Lee, cantante estadounidense, de la banda Love (f. 2006).
- 1946: Mora Furtado, modelo, actriz y conductora de televisión argentina.
- 1946: Michael Chaplin, actor anglo-estadounidense.
- 1946: Okko Kamu, violinista y director de orquesta finlandés.
- 1947: Rubén José Suñé, futbolista argentino (f. 2019).
- 1947: Walter Röhrl, piloto de rally alemán.
- 1948: Carlos Gianelli, diplomático, político y abogado uruguayo (f. 2021).
- 1948: Juan Eslava Galán, escritor español.
- 1949: Fidel Herrera Beltrán, político mexicano.
- 1950: Iris Chacón, bailarina, actriz y cantante puertorriqueña.
- 1955: Anupam Kher, actor indio.
- 1955: Aníbal Pachano, coreógrafo, actor, bailarín, director y arquitecto argentino.
- 1956: Bryan Cranston, actor estadounidense.
- 1956: Eduardo García Serrano, periodista español.
- 1957: Robert Harris, escritor británico.
- 1957: Tomás Yarrington, político mexicano.
- 1958: Alan Hale, astrónomo estadounidense.
- 1958: Rik Mayall, humorista británico.
- 1959: Luciano Spalletti, futbolista y entrenador italiano.
- 1960: Ivan Lendl, tenista checo.
- 1961: Tomás Guitarte, arquitecto y político español.
- 1961: Luis Doreste, regatista español.
- 1961: Bruno Limido, futbolista italiano.
- 1961: Warrel Dane, cantante estadounidense, de la banda Nevermore (f. 2017).
- 1961: Agustín Bravo, presentador radio televisión español.
- 1961: Sanae Takaichi, política japonesa
- 1962: Taylor Dayne, cantante estadounidense.
- 1963: Carlos Bardem, actor y guionista español.
- 1964: Bret Easton Ellis, novelista estadounidense.
- 1964: Wanda Sykes, actriz y comediante estadounidense.
- 1967: Muhsin Al-Ramli, escritor iraquí-español.
- 1968: Jeff Kent, beisbolista estadounidense.
- 1968: Ramón Ulloa, periodista chileno.
- 1969: Gaby Cairo, jugador y entrenador argentino de hockey sobre patines.
- 1969: Cecilia Milone, actriz y cantante argentina.
- 1970: Janne Tolsa, baterista noruego, de la banda Tarot.
- 1970: Petra Mede, humorista y presentadora de televisión sueca.
- 1971: Peter Sarsgaard, actor estadounidense.
- 1971: Matthew Vaughn, cineasta y productor británico.
- 1971: Rachel Weisz, actriz británica.
- 1972: Nathalie Poza, actriz española.
- 1973: Sébastien Izambard, cantante francés, de la banda Il Divo.
- 1973: Álex O'Dogherty, actor español.
- 1973: Tomasz Kłos, futbolista polaco.
- 1974: Jenna Fischer, actriz estadounidense.
- 1974: Francisco Vázquez Duckitt, baloncestista español.
- 1974: Facundo Sava, futbolista argentino.
- 1974: Tobias Menzies, actor británico.
- 1976: Marcos Bonifacio da Rocha, futbolista brasileño.
- 1977: Paul Cattermole, cantante, actor y bailarín británico, de la banda S Club 7 (f. 2023).
- 1977: Gianluca Grava, futbolista italiano.
- 1977: Nunes, futbolista portugués.
- 1977: Ronan O'Gara, rugbista irlandés.
- 1977: Vinícius Conceição da Silva, futbolista brasileño.
- 1979: Rodrigo Braña, futbolista argentino.
- 1980: Laura Prepon, actriz estadounidense.
- 1981: Kanga Akalé, futbolista marfileño.
- 1981: Josip Barišić, futbolista croata.
- 1982: Aarón Díaz, actor y cantante mexicano.
- 1983: María Nogales, actriz española.
- 1983: Sebastián Viera, futbolista uruguayo.
- 1983: Manucho, futbolista angoleño.
- 1984: Marciano Bruma, futbolista neerlandés.
- 1984: Mathieu Flamini, futbolista francés.
- 1985: Léo Rocha, futbolista brasileño.
- 1987: Hatem Ben Arfa, futbolista francés.
- 1987: Aragoney da Silva Santos, futbolista brasileño.
- 1987: Eleni Foureira, cantante grecoalbanesa.
- 1988: Moisés Lima Magalhães, futbolista brasileño.
- 1989: Cristian Lobato, futbolista español.
- 1989: Roberto Torres Morales, futbolista español.
- 1989: Ante Pavić, tenista croata.
- 1989: Nacho Martínez García, futbolista español.
- 1989: Diana Gómez, actriz española.
- 1989: Ramón Soria, futbolista español.
- 1990: Marcos Renan Oliveira Santana, futbolista brasileño.
- 1990: Antonio Martínez Felipe, futbolista español.
- 1991: Alexander Tveter, futbolista noruego.
- 1991: Xavier Chavalerin, futbolista francés.
- 1991: Michele Rigione, futbolista italiano.
- 1992: Yulema Corres, futbolista española.
- 1992: Robinson Ferreira, futbolista uruguayo.
- 1992: Artem Shabanov, futbolista ucraniano.
- 1992: Bel Powley, actriz británica.
- 1993: André Biyogo Poko, futbolista gabonés.
- 1993: Jackson Irvine, futbolista australiano.
- 1993: João Tiago Serrão Garcês, futbolista portugués.
- 1993: Vinícius de Freitas Ribeiro, futbolista brasileño.
- 1993: Antônio Carlos Cunha Capocasali Júnior, futbolista brasileño.
- 1994: Marvin Ducksch, futbolista alemán.
- 1995: Haley Lu Richardson, actriz estadounidense.
- 1995: Alberto Grassi, futbolista italiano.
- 1996: Bart Nieuwkoop, futbolista neerlandés.
- 1996: Fajar Alfian, jugador de bádminton indonesio.
- 1996: Mia Nicolai, cantante neerlandesa.
- 1997: Bad Gyal, cantante española.
- 1997: Ángel Rodado Jareño, futbolista español.
- 1997: Luke Maye, baloncestista estadounidense.
- 1997: Tyler Bate, luchador profesional británico.
- 1997: Driton Camaj, futbolista montenegrino.
- 1997: Joshua Patton, baloncestista estadounidense.
- 1997: Taher Mohamed, futbolista egipcio.
- 1997: Aleksandr Sobolev, futbolista ruso.
- 1997: Iván Zlobin, futbolista ruso.
- 1997: Andrés Lioi, futbolista argentino.
- 1997: Jhon Fredy Miranda, futbolista colombiano.
- 1997: Bruno Rodrigues, futbolista brasileño.
- 1997: Dami, rapera e integrante de Dreamcatcher
- 1997: Natalia Bajor, tenista de mesa polaca.
- 1998: Gabriella Taylor, tenista británica.
- 1998: Antonio Otegui, futbolista español.
- 1998: Cristian Aravena, futbolista chileno.
- 1998: Jean Thierry Lazare, futbolista marfileño.
- 1998: Matthew Olosunde, futbolista estadounidense.
- 1999: Ronald Araújo, futbolista uruguayo.
- 1999: Luca Pellegrini, futbolista italiano.
- 1999: Tyrese Martin, baloncestista estadounidense.
- 2000: Daniels Ontužāns, futbolista letón.
- 2000: Hiroto Yamada, futbolista japonés.
- 2000: José Alonso Lara, futbolista español.
- 2000: Marcos Moneta, rugbista argentino.
- 2000: Veron Načinović, balonmanista croata.
- 2001: Nicolò Armini, futbolista italiano.

## Fallecimientos
- 322 a. C.: Aristóteles, polímata, filósofo, lógico y científico griego (n. 384 a. C.).
- 161: Antonino Pío, emperador romano (n. 86).
- 851: Nominoe, rey de Bretaña.
- 974: Juan de Gorze, diplomático franco.
- 1274: Tomás de Aquino, escritor, filósofo y teólogo italiano (n. 1225).
- 1517: María de Aragón, hija de los Reyes Católicos, infanta de Castilla y Aragón y reina consorte de Portugal (n. 1482).
- 1724: Inocencio XIII, papa italiano (n. 1655).
- 1739: Anton Maria Maragliano, escultor italiano (n. 1664).
- 1802: Clotilde de Francia, noble francesa (n. 1759).
- 1809: Jean Pierre Blanchard, inventor francés (n. 1753).
- 1809: Johann Georg Albrechtsberger, músico y teórico austriaco (n. 1736).
- 1839: Adolphe Nourrit, tenor francés (n. 1802).
- 1842: Eusebio Bardají Azara, abogado, diplomático y político español (n. 1776).
- 1885: Ramón Leocadio Bonachea, patriota cubano fusilado por los españoles (n. 1845).
- 1890: Claudio Moyano, político español (n. 1809).
- 1908: Manuel Curros Enríquez, escritor español (n. 1851).
- 1911: Antonio Fogazzaro, escritor italiano (n. 1842).
- 1913: Abraham González, político mexicano (n. 1864).
- 1914: George William Ross, político canadiense (n. 1841).
- 1931: Theo van Doesburg, artista neerlandés (n. 1883).
- 1931: Lupu Pick, cineasta alemán (n. 1886).
- 1932: Aristide Briand, político francés, premio nobel de la paz en 1926 (n. 1862).
- 1934: Ernst Enno, poeta y autor estonio (n. 1875).
- 1939: Federico Moyúa Salazar, político español (n. 1872).
- 1942: Lucas Caballero Barrera, político y empresario colombiano (n. 1869).
- 1952: Paramahansa Yogananda, gurú hinduista indio (n. 1893).
- 1962: Juan Calvo Doménech, actor español (n. 1892).
- 1975: Mijail Bajtín, crítico literario y lingüista ruso (n. 1895).
- 1979: Guiomar Novaes, pianista brasileña (n. 1895).
- 1982: Ida Barney, astrónoma estadounidense (n. 1886).
- 1983: Igor Markevitch, músico italiano de origen ruso (n. 1912).
- 1986: Georgia O'Keefe, pintora estadounidense (n. 1887).
- 1988: Divine, actor y cantante estadounidense (n. 1945).
- 1990: Pancho Córdova, actor y cineasta mexicano (n. 1916).
- 1990: Luis Carlos Prestes, político brasileño, fundador la Alianza Nacional Libertadora (n 1898).
- 1991: Carmen Caballero Camarillo, profesora, política y activista mexicana (n. 1911).
- 1993: J. Merrill Knapp, musicólogo estadounidense (n. 1914).
- 1997: Edward Mills Purcell, físico estadounidense, premio nobel de física en 1952 (n. 1912).
- 1998: Josep Escolà, futbolista español (n. 1914).
- 1998: Leonie Rysanek, soprano austríaca (n. 1926).
- 1999: Stanley Kubrick, cineasta estadounidense (n. 1928).
- 1999: Else Granheim, bibliotecaria y funcionaria noruega (n. 1926).
- 2000: William Donald Hamilton, biólogo británico (n. 1936).
- 2002: Mati Klarwein, pintor alemán (n. 1932).
- 2005: John Box, director artístico británico, diseñador de producciones cinematográficas (n. 1920).
- 2005: Debra Hill, productora de cine y guionista estadounidense (n. 1950).
- 2007: Eduardo Darnauchans, músico uruguayo (n. 1953).
- 2008: Antonio Colino, lingüista español, miembro de la Real Academia Española (n. 1914).
- 2009: Francesco Zagatti, futbolista italiano (n. 1932).
- 2010: Carlos Alberto Moratorio, militar y deportista argentino (n. 1929).
- 2013: Damiano Damiani, cineasta italiano (n. 1922).
- 2018: Reynaldo Bignone, militar argentino, presidente de Argentina entre 1981 y 1982 (n. 1928).
- 2019: Rubén González Garza, actor y dramaturgo mexicano (n. 1929).
- 2020: John Manners, jugador de críquet y militar estadounidense (n. 1914).
- 2022: Muhammad Rafiq Tarar, político paquistaní, presidente de Pakistán entre 1998 y 2001 (n. 1929).

## Celebraciones
- Día Mundial de los Cereales.[8]

- Día Mundial del Campo.[9]

- Día Mundial de la Lectura.[10]
Jornada para celebrar la importancia de la lectura, sus beneficios para la cultura y la educación, y para mejorar la ortografía. Esta celebración busca fomentar el hábito de leer, no importa si es un libro en formato tradicional, una revista, un libro electrónico, o frases y citas en internet, principalmente en niños y jóvenes.

- Día Internacional en Memoria de los Policías Caídos en Acto de Servicio.[11]
Lo proclama INTERPOL, organismo policial internacional, para rendir homenaje a miembros de la Policía que han fallecido en el cumplimiento de su deber.

Compartidas
- Sudamérica:
  - Día del Fútbol Femenino de Sudamérica.
Instituido por la Confederación Sudamericana de Fútbol (Conmebol) en el año 2009, para impulsar un fútbol con igualdad de género. Este día tiene como propósito destacar y promover el rol de las mujeres en el fútbol, coincidiendo con la víspera del Día Internacional de la Mujer (8 de marzo) y el inicio de la Copa Libertadores de América Femenina.

Por países
(Por orden alfabético)
- Argentina: 
  - Día de la Visibilidad Lésbica en Argentina.
Celebración en memoria de Natalia "Pepa" Gaitán, asesinada en 2010 por su orientación sexual. Es un día de lucha contra el lesbo-odio, por la igualdad y la visibilidad de las identidades lésbicas en todo el país.
  - Día del Médico Forense.[12]
  -  Día del Hincha de Racing Club.[13]

- Ecuador: 
  - Día Nacional del Fútbol Femenino.
Esta fecha fue establecida por la Asamblea Nacional del Ecuador con el objetivo de reconocer y visibilizar el esfuerzo, la dedicación y los logros de las mujeres futbolistas ecuatorianas.

- Estados Unidos: 
  - Día de Alexander Graham Bell.[14]
 Inventor del teléfono.
(en inglés: Alexander Graham Bell Day).
  - Día de Ser Escuchado.[15]
(en inglés: National Be Heard Day).
  - Día Nacional del Cereal.[16]
(en inglés: National Cereal Day).

- México: 
  - Día del Juzgador Mexicano.[17]
En conmemoración a la instalación del Supremo Tribunal de Justicia para la América Mexicana en Ario de Rosales, Michoacán en 1815, primer órgano sobre la defensa de la justicia.
  - Día Nacional del Huipil. [18]

### Santoral católico

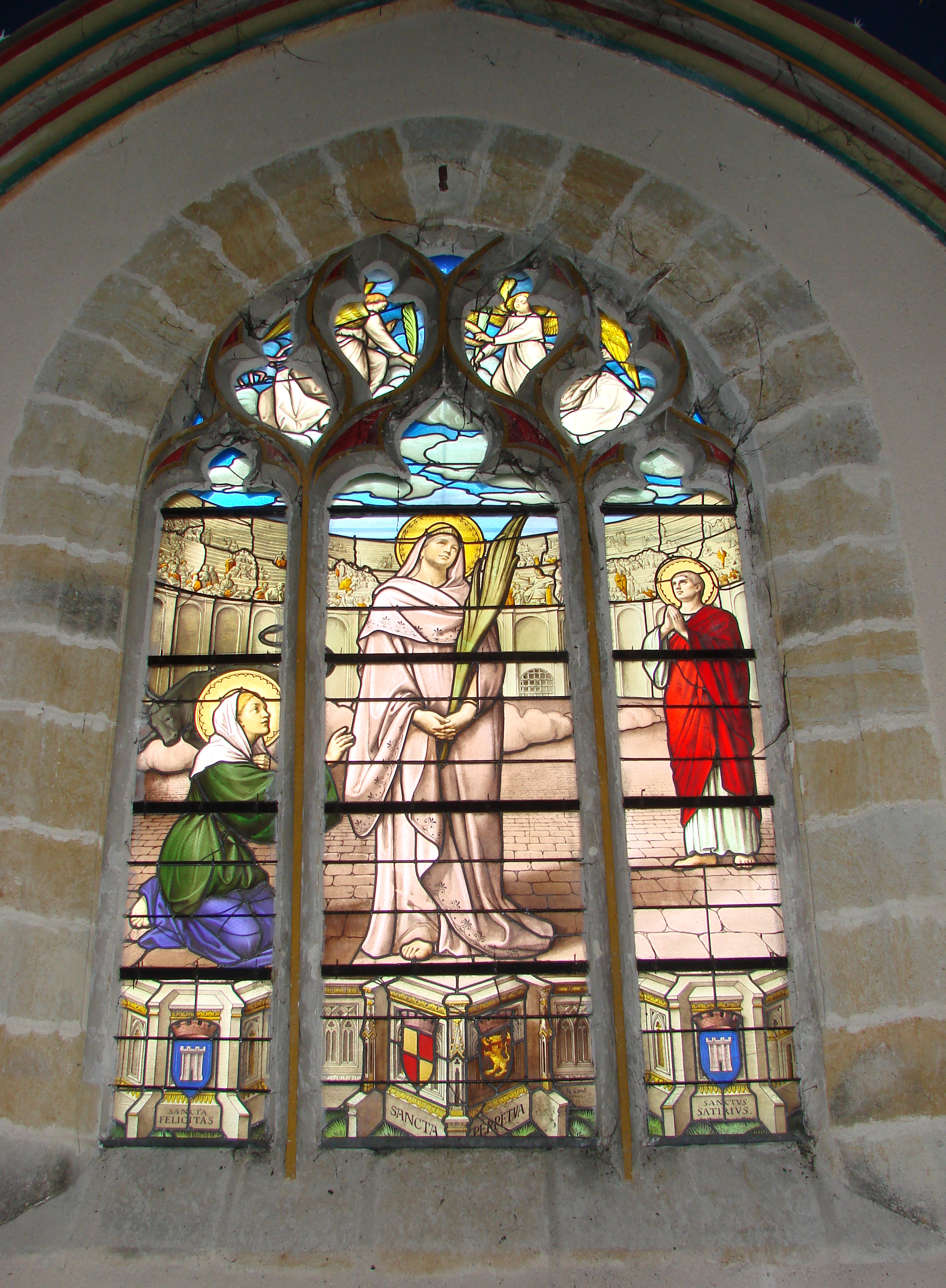
Vitral de las santas Perpetua y Felicidad (iglesia de Notre-Dame de Vierzon, Francia,)

- Santas Perpetua y Felicidad de Cartago, mártires (f. 203).[19]
- Santos Sátiro, Saturnino, Revocato y Secundino de Cartago, (f. 203).
- San Eubulio de Cesarea, (f. 309).
- Santos Basilio, Eugenio, Agatodoro, Elpidio, Eterio, Capitón y Efrén de Quersoneso, obispos y mártires (c. s. IV).
- San Pablo el Simple, (s. IV).[19]
- San Gaudioso de Brescia, obispo (s. V).[19]
- San Ardón Esmaragdo, presbítero (f. 843).[19]
- San Pablo de Prusa, obispo (f. 850).[19]
- Santo Tomás de Aquino, (f. 1274).
- Beatos Juan Larke, Juan Ireland y Germán Gardiner, mártires (f. 1544).
- Santa Teresa Margarita Redi, virgen (f. 1770).[19]
- San Juan Bautista Nam Chong-sam, mártir (f. 1866).[19]
- Santos Simeón Berneux, Justo Rances de Bretenières, Luis Beaulieu y Pedro Enrique Durie, mártires (f. 1866).
- Beato Leónidas Fëdorov, obispo y mártir (f. 1934).[19]